# NFT Media

## 概要
NFT Media は、NFT領域を専門に扱う日本のオンラインメディア。  
速報記事やコラム、事業者インタビューなどを配信するほか、企業向けのNFT導入支援サービスも手掛ける。運営主体は株式会社NFTMedia。ミッションとして「世界を繋ぎ、可能性を最大化する」を掲げる。

## 沿革
- 2021年5月 – サイト運営開始。
- 2021年7月 – メディアサイト正式リリース、X（旧Twitter）開設。
- 2022年1月 – 日本初とされる「編集長の役職NFT」を発行。[2]
- 2023年2月 – 展示／イベントスペース「NFT Media Studio」オープン。[3]
- 2023年10月 – 認知度調査で「認知度1位」「第一想起1位」を獲得。[4]
- 2024年4月 – 「Web3・NFT業界カオスマップ2024」を公開。[5]
- 2024年5月 – 親会社トレジャーコンテンツから分社化し、株式会社NFTMediaを設立。[6]
- 2024年12月 – 「Web3/NFT業界カオスマップ2024 秋冬ver」を公開。[7]
- 2024年12月 – 特許取得済みのNFT配布サービス『NFTDrop』を株式会社YUKIMURAから事業譲受。[8]

## 事業

### メディア事業
NFT Mediaは、NFTに関する最新動向やトレンドを発信する専門メディアである。NFTの「いま」を分かりやすく届けることを目指している。約4年間で5,000記事以上を公開し、アンケート調査では、NFT関連メディアの中で第一想起率46.8%を獲得するなど、国内最大級のNFT専門メディアとして成長。
初心者でも理解しやすい解説記事から、ビジネス活用事例、海外トレンド、独自インタビューまで幅広く取り扱い、多くの人に役立つ情報を提供している。

### NFTビジネス支援事業
- 資料請求サービス – Web3企業のBtoBリード獲得支援。
- コンシェルジュサービス – 企業課題をヒアリングし最適なWeb3パートナーを紹介。
- NFTDrop – URL／QRコード経由でNFTを発行・配布する代行サービス。[8]

## 主な取り組み
現在
- コラム記事 – 国内外のNFT活用事例やNFTプロジェクトについて著者の見解とともに紹介。
- インタビュー記事 – NFTの取り組みに関して、実際にWeb3事業者にインタビューを行い、記事を掲載。
- イベントレポート – NFT関連のイベントについて実際に現地で取材を行い、記事を出稿。
- プレスリリース – NFT関連のプレスリリースを配信。
- 速報ニュース – NFT・Web3分野で発生した重要トピックを即時に報じる速報枠。
- メールマガジン – 週3日（月水金）に配信される会員制の無料メールマガジンサービス。NFTやWeb3に関する最新情報や、注目のテーマについて配信。
- YouTubeチャンネル – 「NFT Media公式YouTubeチャンネル」にて、NFT/Web3に関する最新情報やビジネスでの活用事例解説、Web3事業者のキーマンへのインタビュー動画などを配信。
- イベント・セミナー – 「失敗しないNFT徹底活用戦略オンラインセミナー」や「DAO勉強会」などNFT・Web3関連のイベント/セミナーを開催。
- 業界カオスマップ – 急速に変化し、新規参入企業も多いWeb3・NFT領域を一望できる「カオスマップ」を毎年公開

過去
- NFT Media Studio – LED ビジョンを備えた没入型イベントスペース（～2024年）。

## 認知度と評価
- 2023年10月、Aerial Partnersと共同実施した調査で国内NFT専門メディア認知度1位（回答数228）。[4]
- 2024年6月刊『NFTビジネス活用事例100連発!』がジュンク堂池袋本店 社会・ビジネス書週間ランキング1位を獲得。[9]

## 出版物
- 小林憲人『NFTビジネス活用事例100連発! 地方創生からエンタメまで』彩流社、2023年6月。ISBN 978-4779128974。[10]